# Callo osseo

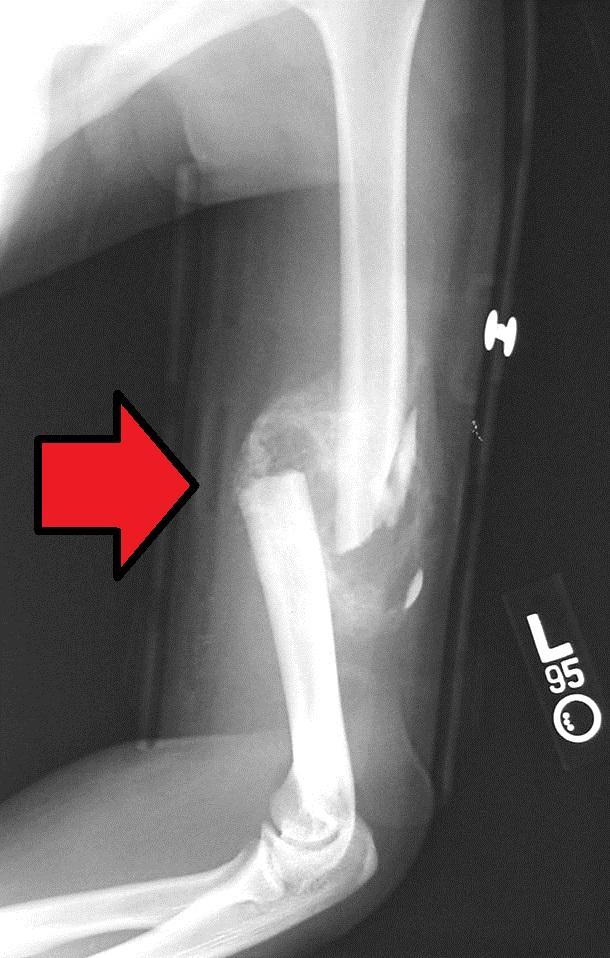
Formazione del callo osseo successivo a una frattura dell'omero

Il callo osseo è tessuto osseo di nuova formazione, formatosi conseguentemente a una soluzione di continuità del tessuto osseo sano.
Essa caratterizza le fratture sia scomposte che composte, a patto che i limiti di spazio fra i monconi siano rispettati. Il callo si forma grazie all'azione della membrana del periostio e delle varie fibre che compongono il tessuto osseo.